# 章麗曼
章麗曼（1924年12月5日—1953年8月18日），生於中國江西省南昌市，為中國共產黨黨員，1950年到台灣後對其身為國軍軍官的丈夫進行策反，遭到中華民國政府情治單位偵破逮捕，並以煽惑軍人叛亂罪判處死刑。

## 生平
章麗曼出生於江西省南昌市地主家庭，畢業于九江高等師範學校（九江学院前身之一）。其父於1932年去世，1939年，對日抗戰期間，與其母陳佩蘭移居到江西吉安，在吉安縣政府做辦事員，與國軍軍官王建文結婚。國共內戰期間，其夫王建文被派往台灣，其子王曉波與其二女隨行，其母陳佩蘭也一同前往，章麗曼留在上海。
在中華人民共和國建國後，章麗曼進入華東新聞學院，畢業後在新華社工作，期間加入中國共產黨，進入台灣工作委員會。
1950年，王建文透過關係，欲把章麗曼接到台灣。中共官方同意放行，章麗曼到達台灣，擔任地下情報人員，在廣州與張玉惠建立交通，並約定通信暗號，告知是否策反成功。王建文時任憲兵八兵團三營營長，章麗曼自香港抵台後勸說丈夫投共卻遭到嚴詞駁斥而作罷。章麗曼因此寄信香港中共情治交通員張玉惠已約定暗號「平安」即策反失敗。由於情治單位懷疑章麗曼來自匪區，因此長期監控，並截獲其寄往香港中共情報交通站信件。
1953年情治機關收網將張麗曼逮捕審訊，1953年5月8日被以煽惑軍人叛亂罪判處死刑，同年8月18日逕行槍決於水源路刑場。其夫遭牽連，以知匪不報罪名，被判刑7年。

## 家庭
與王建文生有一子二女，其子王曉波。

## 紀念
章麗曼長子王曉波說，他從小就有一個夢，希望自己能像白蛇娘娘的兒子許仕林一樣，「長大以後中了狀元，替囚禁在雷峰塔下的母親平冤。2001年8月18日，王曉波終於為母親平反，在其殉難處馬場町白色恐怖紀念公園舉行了「章麗曼女士追思紀念會」。
2013年由中國人民解放軍建立的无名英雄广场上，將章麗曼列名在紀念碑上。